# Shielia
Shielia è un genere di vertebrati estinti, appartenenti ai telodonti. Visse tra il Siluriano medio e il Siluriano superiore (circa 428 - 421 milioni di anni fa) e i suoi resti fossili sono stati ritrovati in Europa, Asia e Nordamerica.

## Descrizione
Questo piccolo pesce solitamente era lungo non più di 10 centimetri, ma alcuni esemplari potevano superare i 15 centimetri. Il corpo era fusiforme, con una bocca terminale dalla fessura orizzontale. Le orbite erano piccole, poste anteriormente e in posizione leggermente laterale e circondate da 4-5 file di scaglie alte. Erano presenti otto aperture branchiali, al di sotto delle pinne pettorali. Vi era una sola pinna dorsale, mentre la pinna caudale era leggermente asimmetrica, con un lobo inferiore più ampio e un'ampia regione flessibile tra i due lobi. Non erano presenti raggi nella pinna caudale, mentre le pinne pettorali dovevano essere flessibile. Le scaglie che ricoprivano il corpo di Shielia erano generalmente di piccole dimensioni (meno di 0,5 millimetri); la base delle scaglie era spessa e dotata di un lungo sperone anteriore. La cavità ospitante la polpa era variabile in forma e dimensioni, ed erano presenti fino a tre canali.
I canali di dentina erano stretti e si diramavano alle estremità terminali. La corona delle scaglie era di forma variabile, ma vi era una forte tendenza a un'organizzazione trilobata. Le scaglie orali o rostrali erano dotate di corone piatte che si proiettavano anteriormente sopra la base, ali laterali e margine posteriore irregolare, o con tre corte spine. Le scaglie successive erano dotate di una o due ali separate dalla corona centrale da profondi solchi, che divenivano più bassi posteriormente e lateralmente. Su queste scaglie erano presenti fino a 5 creste che si protendevano sopra il margine posteriore nella forma di corte spine. Le scaglie orbitali erano alte, coniche e dotate di creste, quelle laterali sul corpo erano allungate e con creste sottili. Le scaglie del tronco e delle pinne erano embricate (Marss e Ritchie, 1998).

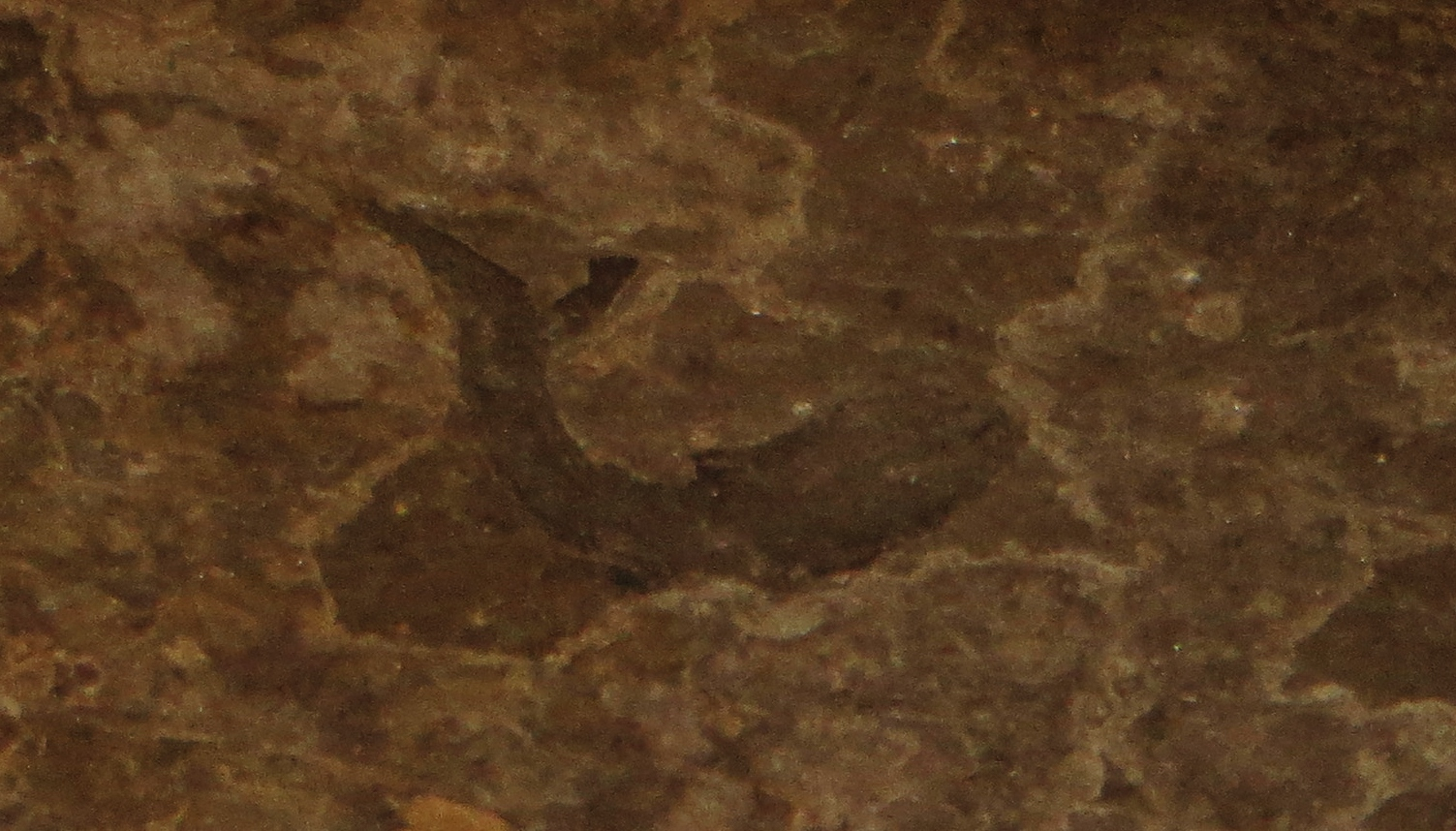
Fossile di Shielia taiti

## Classificazione
I primi fossili di questo animale, ritrovati in Scozia nella zona di Shiel Burn, vennero inizialmente descritti da Traquair nel 1899 e attribuiti alla specie Thelodus scoticus. Solo successivamente Stetson (1931) ottenne da un uomo di nome Tait nuovi esemplari meglio conservati, e ciò gli permise di descrivere correttamente una nuova specie (Thelodus taiti). Negli anni successivi questi fossili vennero attribuiti al genere Logania (in seguito noto come Loganellia) e solo nel 1998 venne istituito il genere Shielia. Oltre alla specie tipo (Shielia taiti), ritrovata in Scozia, Norvegia e Pennsylvania, sono state ritrovate le specie S. multispinata (Russia, Severnaja Zemlja), S. parca e S. gibba (Canada).
Shielia è considerato un membro dei telodonti, un gruppo di vertebrati arcaici dall'esoscheletro costituito da minuscole scaglie. In particolare, Shielia è un membro della famiglia Loganiidae: in questi telodonti le scaglie erano di dimensioni relativamente grandi e avevano una corona piatta, con una cavità della polpa poco distinguibile e dai margini poco distinti dalla regione centrale; i tubuli di dentina formavano una fitta rete intricata con numerosi spazi.